# Purgstall an der Erlauf
Purgstall an der Erlauf é um município da Áustria localizado no distrito de Scheibbs, no estado de Baixa Áustria.